# Matthias Große
Matthias Große (* 6. Oktober 1967 in Altdöbern, Bezirk Cottbus, DDR) ist ein deutscher im Immobilien- und Bewachungsgewerbe tätiger Unternehmer und seit 2020 Präsident der Deutschen Eisschnelllauf-Gemeinschaft.

## Werdegang

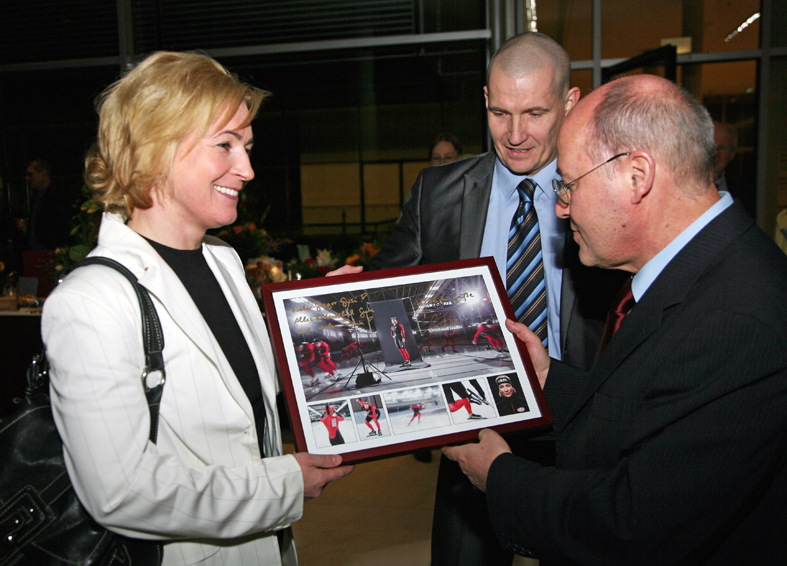
Große (Mitte) gemeinsam mit Claudia Pechstein und dem Politiker Gregor Gysi 2013 im Reichstagsgebäude

Große stammt aus dem brandenburgischen Lübbenau. In der DDR begann er eine militärische Laufbahn mit dem Ziel, General der Nationalen Volksarmee (NVA) zu werden. Ende der 1980er Jahre studierte er für knapp fünf Jahre an der militärisch-politischen Hochschule in Minsk, wo er den Titel des UdSSR-Meisters im Kraftsport errang. Nach der Deutschen Wiedervereinigung und der Auflösung der NVA arbeitete Große unter anderem als Türsteher und Discobetreiber, ehe er 1995 in Berlin eine Immobilienfirma gründete. 2012 trat er als Projektentwickler und Investor mit Plänen zur Sanierung des Köpenicker Müggelturms in Erscheinung, der 2018 wiedereröffnet wurde.
Seit 2010 ist Große Lebensgefährte der fünfmaligen Eisschnelllauf-Olympiasiegerin Claudia Pechstein. Große hatte Pechstein in der Folge ihrer 2009 vom Weltverband ISU verhängten Dopingsperre kennengelernt und der auf ihrer Unschuld bestehenden Athletin seinen Beistand angeboten. Er organisierte eine Solidaritätsaktion von Prominenten und kritisierte das Verhalten der deutschen Sportfunktionäre, denen er mangelnde Unterstützung für Pechstein vorwarf. Mit der Rückkehr Pechsteins in den Eisschnelllauf-Weltcup Anfang der 2010er Jahre nahm Große auch die Rolle ihres sportlichen Betreuers ein und wurde als solcher unter anderem für die Olympischen Winterspiele 2014 in Sotschi sowie 2018 in Pyeongchang nominiert. Ab 2017 arbeitete er zudem als Mentaltrainer mit dem Kugelstoßer David Storl zusammen.
Nach dem als überraschend wahrgenommenen Rücktritt von Stefanie Teeuwen als Präsidentin der Deutschen Eisschnelllauf-Gemeinschaft (DESG) im November 2019 erklärte Große, ihre Nachfolge übernehmen zu wollen, um den finanziell angeschlagenen und sportlich zuvor erfolglosen Verband „vor dem Untergang“ zu bewahren. Im Winter 2019/20 kam es zwischen Große und seinen Unterstützern auf der einen Seite und seinen verbandsinternen Kritikern um den DESG-Sportdirektor Matthias Kulik sowie Bundestrainer Erik Bouwman auf der anderen Seite zu öffentlich geführten Auseinandersetzungen um Großes vorgebrachte Kritik an der Verbandsführung. Zwischenzeitlich suspendierte Kulik Große aus dem Betreuerteam. Nachdem das Präsidentenamt mehr als ein halbes Jahr vakant geblieben war, ernannte der Vorstand der DESG, nach mehreren Rücktritten nur noch aus Vize-Präsident Uwe Rietzke und Schatzmeister Dieter Wallisch bestehend, Große am 18. Juni 2020 zum kommissarischen Präsidenten und begründeten die Ernennung mit dem strategischen Konzept des Unternehmers, das unter anderem die finanzielle Konsolidierung des Verbands und eine Neuausrichtung der Nachwuchsförderung vorsah. Als kommissarischer Präsident entließ Große im Sommer sowohl Kulik als auch Bouwman. Die DESG-Mitgliederversammlung im September 2020 bestätigte Große, der kurz zuvor einen neuen Hauptsponsor für die DESG präsentiert hatte, mit einer Mehrheit von mehr als 80 Prozent der Stimmen als Präsident. Kurz nach dieser Wahl stellte er das neue, von Jenny Wolf angeführte DESG-Trainerteam vor und verlegte die Geschäftsstelle des Verbands von München nach Berlin.

## Öffentliches Bild
Großes Auftreten erfuhr medial unterschiedliche Einschätzungen und gilt als umstritten. Zunächst stand dabei seine Funktion als Claudia Pechsteins „Leibwächter“ – „mit Glatze und breitem Kreuz“ – im Fokus: Einerseits wurden ihm und seinem Einsatz wesentlicher Anteil an Pechsteins Wiederaufstieg in die Weltspitze bescheinigt, andererseits erhoben Journalisten und Funktionäre Einschüchterungsvorwürfe gegen Große, gegen die sich dieser verwahrte. Ein Beitrag des Deutschlandfunks zeichnete ihn als „harte[n] und erfolgreiche[n] Unternehmer“ und zitierte als einen seiner Fürsprecher den Präsidenten des Deutschen Olympischen Sportbundes Alfons Hörmann, der erklärte, wer wie Große „eckiges und kantiges Auftreten“ zeige, werde stets Gegner und Feinde haben. Der ARD-Sportreporter Holger Gerska beschrieb Große als „cholerisch, einschüchternd, aggressiv“.
Die Kandidatur Großes als DESG-Präsident stieß ebenfalls auf geteiltes Echo. Für Transparency Deutschland kritisierte Sylvia Schenk, der Unternehmer habe den Eindruck erweckt, der Verband sei käuflich und er sei vor allem aufgrund seiner eigenen finanziellen Investitionen in das Amt gelangt. Der Athletensprecher Moritz Geisreiter bezweifelte Großes Eignung als DESG-Präsident aufgrund dessen konfrontativen Auftretens. Große entgegnete darauf, er sei ein „Macher [mit] ein[em] klare[n] Plan und ein[em] klare[n] Ziel“. Schenks Kritik wies er als „geprägt von Unwissenheit und […] ohne Sachverstand gesagt“ zurück. Gleichzeitig fand er Unterstützung etwa bei der mehrmaligen Olympiasiegerin Gunda Niemann-Stirnemann, die sich im Januar 2020 klar dafür aussprach, Große die Chance als Präsident zu geben, da er den Verband gut kenne und ein Team hinter sich habe. Im Umfeld der Wahl Großes im September 2020 sprach Alfons Hörmann von einer „Aufbruchstimmung“ im Verband, seitdem dieser als kommissarischer Präsident amtiere.
Anfang 2021 spitzte sich die Lage im Eisläuferverband zu einer internen Krise zu, als sich die verunsicherten Sportler mit Fragen zur unangekündigten Auswechslung ihrer Trainer mitten in der Vorbereitung auf die Olympischen Spiele mit einem Offenen Brief an Große wandten. Große beantwortete die Fragen der Sportler nicht, sondern versuchte, sie durch Drohungen mit Konsequenzen einzuschüchtern. Schon im Vorfeld war der öffentliche Eindruck entstanden, dass der Verband unter Große nicht adäquat mit den Sportlern kommuniziert und viele von ihnen Angst haben, sich offen zu äußern. Große hatte diese Sorge zuvor als unbegründet zurückgewiesen und gleichzeitig den Athletensprecher Moritz Geisreiter verunglimpft, der diesen Eindruck, den viele Sportler teilen, verbreitet habe.